# Antoni. Boży wojownik
Antoni. Boży wojownik – włoski religijny film dramatyczny z 2006 roku. Film jest biografią świętego Antoniego z Padwy.

## Obsada
- Jordi Mollà: Antoni Padewski
- Paolo De Vita: Folco
- Matt Patresi: Baldrico Scrovegni
- Andrea Ascolese: Belludi
- Marta Iacopini: Alessia Gherardi
- Damir Todorovic: Ronaldo
- Michele Melega: Franciszek z Asyżu
- Arnoldo Foà: papież Grzegorz IX
- Franco Di Francescantonio: Tebaldo Gherardi
- Mattia Sbragia: Giudice
- Eleonora Daniele: Madre Addolorata
- Giovanni Capalbo: Aicardino
- Alvaro Gradella: Monaco Terrani